# Dalrymple-Zeichen
Das Dalrymple-Zeichen ist eine Lidveränderung bei endokriner Orbitopathie. Es ist nach dem englischen Augenarzt John Dalrymple (1803–1852) benannt.
Die endokrine Orbitopathie ist neben der Hyperthyreose Teil des Krankheitsbildes beim Morbus Basedow, sehr selten auch bei chronischer Immunthyreopathie (Hashimoto-Thyreoiditis). Dabei kommt es am Auge zur entzündlichen Infiltration des Fettgewebes der Augenhöhle (Orbita), der Augenmuskeln und -lider und in der Folge zu einer massiven Schwellung, wodurch der Augapfel aus der Orbita hervorgedrängt wird (Exophthalmus). 
Das Dalrymple-Zeichen beschreibt dabei die Tatsache, dass die weiße Sklera wegen einer übermäßig erweiterten Lidspalte auch über dem Rand der Hornhaut (Limbus corneae) sichtbar ist. Unterschiedliche Ausprägungen sind messbar und drücken die Strecke zwischen Limbus und Lidkante in mm aus.
Weitere klinische Zeichen und Lidveränderungen bei der endokrinen Orbitopathie sind das Graefe-Zeichen, das Gifford-Zeichen, das Stellwag-Zeichen, das Kocher-Zeichen und das Möbius-Zeichen.